# 青森大火
青森大火（あおもりたいか）は、1910年（明治43年）5月3日に青森県青森市で発生した大火。

## 概要
青森は過去に繰り返し火災に見舞われているが、中でもこの火災は空前の惨事と言われた。13時ごろに安方町の菓子製造工場から出火して風に煽られて燃え広がり、4時間半後になってようやく鎮火した。大火により死者26名、負傷者160名、焼失家屋5,200戸以上に達した。青森歩兵第五聯隊は兵士350人を出動させ、破壊消防を命じた。全国から義援金が寄せられ、明治天皇・皇后からも罹災者救恤金1万円が下賜された。
青森市出身であり、日本シャンソン界の先駆者で「ブルースの女王」と呼ばれた淡谷のり子はこの火災で、自身も被災し、豪商であった生家は没落した。

## 他の大火
- 1926年（大正15年）7月10日 - 浪内古茶屋町から出火。約150戸が全焼[3]。
- 1942年（昭和17年）9月15日 - 新蜆貝町から出火。328戸（211棟）が全焼[4]。